# Danderyd

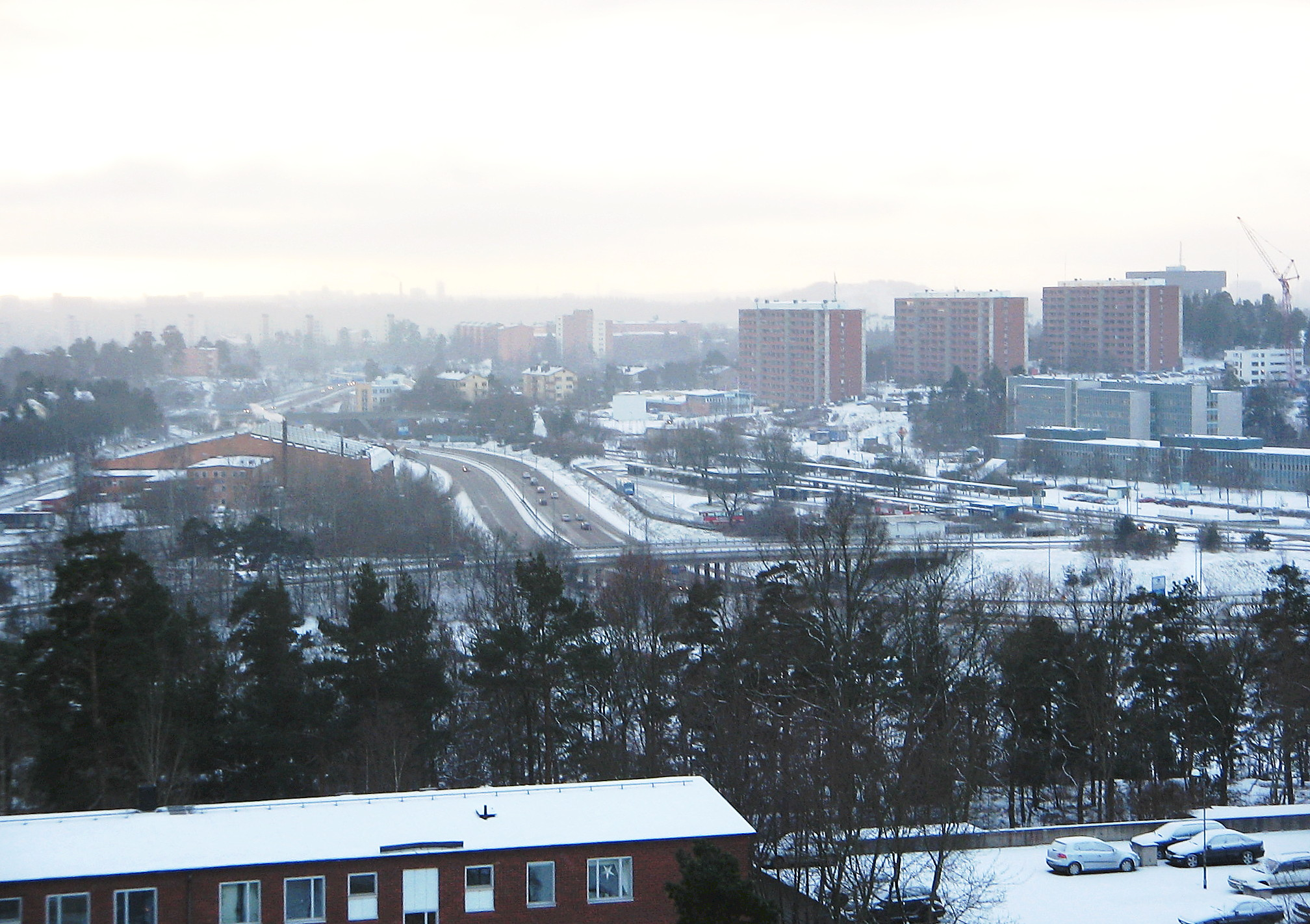
Vista de Danderyd, 2006

Danderyd é uma freguesia da Comuna de Danderyd, que pertence ao Condado de Estocolmo, e anteriormente à província histórica da Uplândia. Ocupa a parte ocidental da comuna, pelo que também é conhecida como Danderyd Ocidental (Västra Danderyd).
Tem aproximadamente 10 000 habitantes.
É limitada a sul pela baía Edsviken, a leste por Djursholm, a sudoeste por Stocksund, a norte pela floresta Rinkebyskogen, e a noroeste pela comuna de Sollentuna.